# Кромме-Рейн
Кромме-Рейн (нидерл. Kromme Rijn — «кривой Рейн») — протока дельты Рейна. Название получил из-за меандров. Длина — 28 км.
Кромме-Рейн начинается в Вейк-бей-Дюрстеде, протекает по территории провинции Утрехт, соединяясь с Лейдсе-Рейном в городе Утрехте.
На берегах Кромме-Рейна сохранились остатки римского форта, элемента сооружений Верхнегерманско-ретийского лимеса. Со времён Рима Кромме-Рейн был основным путём по Рейну в Северное море. Но в Средние века со строительством каналов преимущество стало отдаваться системе Недер-Рейн—Лек. Сегодня Кромме-Рейн практически не судоходен.